# Just Cause (videojuego)
Just Cause es un videojuego de acción y aventuras, lanzado en Europa el 22 de septiembre de 2006 y el 27 de septiembre en Estados Unidos, para las consolas Xbox, Xbox 360, PlayStation 2 y PC. El juego fue desarrollado por Avalanche Studios y publicado por Eidos Interactive. Es un videojuego de la clase de acción en tercera persona tipo sandbox.

## Jugabilidad
Eidos afirma [cita requerida]que se trata de un juego hecho para ser enorme. Consta de 21 misiones en la historia principal y 300 misiones laterales a completar.
- Libertad de juego: realiza las misiones como quieras, o desmárcate de la lucha y disfruta explorando las islas.
- Acrobacias espectaculares: salta de un vehículo a otro, tírate o da paseos en paracaídas y realiza saltos base.
- Enorme selección de vehículos: elige entre una colección de más de 100 de los vehículos terrestres, marinos y aéreos más variados e increíbles que se hayan visto jamás en un videojuego.
- Tecnología punta: el paisaje generado mediante procedimientos da lugar a un mundo inmenso, precioso y detallado sin tiempos de carga.
- Abundancia de misiones: con las misiones de la historia, secundarias, de bonificación y muchas otras más, hay acción más que suficiente a lo largo de todas las islas.
- Equipo de apoyo: Sheldon y Kane, dos agentes de campo de la CIA, te proporcionan información de reconocimiento, extracción y vehículos aéreos, acuáticos y terrestres.

## Historia
Just Cause está ambientado en una ficticia isla tropical de Sudamérica llamada "San Esperito", donde el jugador trabaja como Rico Rodríguez, agente de la CIA, durante una guerra entre la guerrilla y el gobierno para derrocar al dictador de San Esperito, quien puede tener armas de destrucción masiva.
Rico no tiene escrúpulos para lograr su objetivo, se alía con una guerrilla y con un grupo mafioso para provocar el caos en la isla y luchar contra los mercenarios Black Hand y el cartel Montano de la droga, que apoyan al dictador. Rico, Sheldon y Kane consiguen su objetivo de desestabilizar el régimen y el dictador intenta escapar en su jet privado, pero Rico se sube en marcha al avión y acaba con él.
El juego saca su premisa (y nombre) de la invasión en la vida real de Estados Unidos a Panamá, que su nombre en código fue "Operation Just Cause", qué involucró una acción militar por parte de Estados Unidos para derrocar al líder militar Manuel Antonio Noriega.

## Argumento
Just Cause comienza con Rico Rodriguez, un agente de una organización conocida como la Agencia, que es trasladado a una isla tropical caribeña llamada San Esperito, luego de ser llamado por su oficial al mando, Tom Sheldon, para ayudar a derrocar al dictador de la isla, Salvador Mendoza. quien la Agencia cree que está en posesión de armas de destrucción masiva . [4] Después de su llegada, Rico se encuentra con Sheldon y su agente, Maria Kane, y se alían con un grupo guerrillero que organiza una rebelión contra el régimen y el cartel de la droga de La Roja, otro enemigo del gobierno. Rico les ayuda en su guerra civil contra los corruptos funcionarios de Mendoza; Los mercenarios de la mano negra y el cartel montano. Rico también puede ayudar en la liberación de varios territorios para desestabilizar aún más el gobierno de la isla.
Eventualmente, Sheldon descubre que Mendoza sí tiene el control de las armas de destrucción masiva, y con San Esperito tan políticamente inestable y con los guerrilleros a la cabeza, el presidente se ve obligado a retirarse a su isla presidencial privada justo fuera del continente. Sheldon y Kane llevan a Rico a la isla para matar a Mendoza, pero él intenta escapar por medio de un jet. Sin embargo, Rico aborda el avión y mata a Mendoza y sus guardaespaldas restantes, terminando su reinado sobre las islas.

## La opinión de uno de sus creadores
Christofer Sundberg, director de Avalanche Studios, ha afirmado que: “Nuestra visión general de Just Cause es crear un mundo realista dentro del juego en el que los jugadores puedan dar rienda suelta a su creatividad, para acabar con un régimen de gobierno con cualquier método a su alcance. Queremos ofrecer al jugador innumerables formas de realizar las misiones, explorar el mundo y realizar acrobacias por tierra, mar y aire.”

## Recepción
Just Cause recibió críticas de mixtas a positivas por parte de la crítica especializada.